# هيديو هاجيوارا
هيديو هاجيوارا (باليابانية: 萩原英雄؛ بالكانا: はぎわら ひでお) هو رسام ياباني، ولد في 1913 في ياماناشي في اليابان، وتوفي في 4 نوفمبر 2007.